# 위장 (전한)
위장(魏章, ? ~ ?)은 전한 말기의 관료로, 자는 자양(子讓)이며 동해군 사람이다.

## 행적
건평 3년(기원전 4년), 광록대부에서 우부풍으로 전임되었으나, 이듬해에 면직되었다.

## 출전
- 반고, 《한서》 권19하 백관공경표 下

| 전임 사요 | 전한의 우부풍 기원전 4년 ~ 기원전 3년 | 후임 공승 |